# Берланга, Эдгар
Эдгар Луис Берланга (англ. Edgar Luis Berlanga; род. 18 мая 1997, Бруклин, Нью-Йорк, США) — американский боксёр-профессионал пуэрто-риканского происхождения, выступающий в средней, и во второй средней весовых категориях. Двукратный призёр чемпионата США среди молодёжи (2014, 2015), многократный победитель и призёр национальных первенств среди юниоров и кадетов в любителях. Среди профессионалов действующий чемпион Северной Америки по версии WBO NABO (2021—н. в.) во 2-м среднем весе.
Лучшая позиция по рейтингу BoxRec — 8-я (март 2025) и является 1-м среди пуэрториканских боксёров суперсредней весовой категории, а в рейтингах основных международных боксёрских организаций: 5-ю строку рейтинга WBC, 5-ю строку рейтинга WBA, 5-ю строку рейтинга IBF, 2-ю строку рейтинга WBO, — входя в ТОП-10 лучших суперсредневесов всего мира.

## Биография
Родился 18 мая 1997 года в Бруклине, Нью-Йорк (США). Родители Эдгара — коренные пуэрториканцы, и он не забывает о своих корнях, выходя в боксёрский ринг с флагом Пуэрто-Рико.

## Любительская карьера
Боксом он начал заниматься в 7-летнем возрасте, вдохновляясь примером лучших боксёров — пуэрто-риканских чемпионов: Мигеля Котто, Феликса Тринидад и Вильфреда Бенитеса.
В любителях он провёл 191 бой, одержав победу в 162-х боях, и потерпев поражение в 29 боях. Он является восьмикратным победителем турниров штата Нью-Йорк среди юниоров и старших юношей (кадетов). В 2013 году он стал вторым на национальном чемпионате США среди юниоров и завоевал серебряную награду на национальном турнире PAL (Атлетической полицейской лиги).
В 2014 году он стал бронзовым призёром национального чемпионата США среди молодёжи, а в 2015 году уже стал чемпионом в среднем весе национального чемпионата США среди молодёжи.

## Профессиональная карьера
В 2016 году, в 18-летнем возрасте, он принял решение перейти в профессионалы и подписал контракт с промоутерской компанией Real Deal Promotions. А в марте 2019 года он уже заключил пятилетний контракт с престижной компанией Top Rank. Менеджером и советником Эдгара является его отец — Эдгар Берланга-старший.

#### Бой с Хорхе Педрозой
29 апреля 2016 года он дебютировал на профессиональном ринге, в 1-м раунде нокаутировав мексиканца Хорхе Педроза.

#### Бой с Эриком Мунем
21 июля 2020 года в Лас-Вегасе (США), в 14-м профессиональном поединке победил нокаутом в 1-м раунде американца Эрика Муна.

#### Бой с Лейнеллом Беллоузем
17 октября 2020 года в Лас-Вегасе, в 15-м своём профессиональном поединке победил нокаутом в 1-м раунде американца Лейнелла Беллоуза, нанеся тому первое досрочное поражение в карьере.

#### Бой с Улисесом Сьерра
12 декабря 2020 года в Лас-Вегасе, в 16-м профессиональном поединке, досрочно техническим нокаутом в 1-м раунде победил американца Улисеса Сьерра. Он стал известен своими зрелищными, быстрыми нокаутами. Все первые 16-ть свои профессиональные поединка закончив досрочно — нокаутом в 1-м раунде.

#### Бой с Марсело Эстебаном Косересем
9 октября 2021 года в Лас-Вегасе единогласным решением судей (счёт: 96-93 — трижды) победил аргентинца Марсело Эстебана Косереса, и завоевал вакантный титул чемпиона Северной Америки по версии WBO NABO во 2-м среднем весе.

#### Бой с Роэмиром Алексисом Ангуло
11 июня 2022 года в Нью-Йорке единогласным решением судей (счёт: 98-92, 99-91 — дважды) победил колумбийца Роэмира Алексиса Ангуло, и защитил титул чемпиона Северной Америки по версии WBO NABO (2-я защита Берланга) во 2-м среднем весе. Но во время боя он пытался укусить своего соперника в ответ на удары локтями, за что был оштрафован на 10 тысяч долларов и дисквалифицирован на 6 месяцев.
С 2019 года по середину января 2023 года он сотрудничал с одной из ведущих американских промоутерских компаний Top Rank под руководством промоутера Боба Арума, которая транслировала его бои на американском телеканале ESPN. Но из-за расхождений во мнениях о направлении карьеры и ценности его боёв, он завершил своё сотрудничество с Top Rank и стал свободным агентом. И уже в середине февраля 2023 года подписал контракт с промоутерской компанией Matchroom Boxing под руководством промоутера Эдди Хирна, и теперь его бои будет транслировать стриминговый сервис DAZN, желая в перспективе выйти на бой с абсолютным чемпионом мира во 2-м среднем весе Саулем «Канело» Альваресом.

#### Бой с Джейсоном Куигли
24 июня 2023 года в Нью-Йорке единогласным решением судей (счёт: 118-106, 116-108 — дважды) победил опытного ирландца Джейсона Куигли, и защитил титул чемпиона Северной Америки по версии WBO NABO (3-я защита Берланги) во 2-м среднем весе.

#### Бой с Патриком Маккрори
24 февраля 2024 года в Орландо (США) техническим нокаутом в 6-м раунде победил небитого ирландского боксёра Патрика Маккрори.

#### Бой с Саулем Альваресом
14 сентября 2024 года в Лас Вегасе (США) вышел на бой с объединенным чемпионом в суперсреднем весе, суперзвездой мирового бокса Саулем Альваресом.
Незадолго до боя, Альварес для встречи с более денежным Берлангой отказался от боя с обязательным претендентом по линии IBF Уильямом Скуллом и был лишен титула. На кону теперь стояли титулы WBC, WBA, WBO. Старт боя остался уверенно за чемпионом - он создаёт давление, финтит, у него проходят боковые. Претендент который значительно крупней и в день боя весит 88 кг старается много отрабатывать на ногах и отстреливаться джебом. В начале 3-го раунда Канело отправляет боковым ударом Берлангу на пол, но добить не удается. В середине боя показалось Берланга нашёл свой бокс - его джеб и контрудары дали выглядеть хорошо в пару раундов, но к чемпионскому отрезку Канело вновь прибрал нить боя к рукам, усилил давление и был значительно эффективней. В 11-м чемпион смог подловить Берлангу, у него подкосились ноги от пропущенного, но пуэрториканец смог достоять. Счет судей: 117-110, 119-109 и 119-109 в пользу чемпиона. Система Compubox обнародовала статистику боя: Канело превзошел претендента во всём: в точных ударах (201-119), в джебах (68-54) и в силовых попаданиях (133-65). 
Бой с Джонатаном Ортисом
15 марта 2025 года в Орландо (Флорида, США) вышел в со-главном вечере бокса организованного Эдди Хирном и Амаури Пьедрой и нокаутировал в стартовом раунде соотечественника Джонатана Гонсалеса-Ортиса (20-1-1, 16 КО). Берланга на взвешивании не смог уложиться в рамки весовой категории 76,2 потянув 76.9, но бой всё же решено было провести в промежуточном весе. С первых секунд раунда стала заметна разница в ударной мощи, Ортис хоть и кидал быстрые боковые, но в ударной мощи он не мог тягаться с именитым фаворитом. Берланга неторопливо поддавливал периодически пробивая мощные силовые. За минуту до конца он поймал соперника красивым левым хуком. Ортис встал потрясённым, но почти сразу оказался в нокдауне снова от двойки, найдя в себе силы встать и продолжить, он опять пропустил чистый левый прямой и рефери остановил бой.ТКО1. 

#### Бой с Хамзой Ширазом
12 июля 2025 года в Нью-Йорке состоялся вечер бокса Ring III от Турки Аль аш-Шейха, в главном бою которого прошёл поединок с бывшим претендентом в среднем весе Хамзой Ширазом (22-0-1, 18 КО) из Великобритании. Боксеры не спешно начали бой, обменялись парой пропущенных ударов в 1-м и 2-м раунде. Обладая преимуществом в росте и размахе рук Шираз работал от джеба, но опасно контратаковал апперкотами и боковыми. Берланга пытался перевести бой на ближнюю, но удачи не нашёл. В 4-м раунде пуэрториканец сделал попытку обострить бой на блюжней, но пропустил серию левый - правый боковой пославшую его на настил. Рефери отсчитал ему нокдаун. Почти сразу снова оказался на полу от мощной двойки. После отсчёта рефери прозвенел гонг. На первых же секундах 5-го раунда не восстановившийся Эдгар Берланга вновь оказался потрясённым комбинацией левый боковой - правый прямой, у него подкашиваются ноги и рефери останавливает бой. ТКО5. Для Шираза это был дебют в суперсреднем весе и бой носил отборочный характер по линии WBC.

## Статистика профессиональных боёв
В таблице перечислены результаты всех поединков боксёров.
В каждой строке указан результат поединка. Дополнительно номер поединка обозначен цветом, который обозначает итог поединка. Расшифровка обозначений и цветов представлена в нижеследующей таблице.
| Пример | Расшифровка                     |
| ------ | ------------------------------- |
|        | Победа                          |
|        | Ничья                           |
|        | Поражение                       |
|        | Планируемый поединок            |
|        | Поединок признан несостоявшимся |
| КО     | Нокаут                          |
| ТКО    | Технический нокаут              |
| PTS    | Решение судей (по очкам)        |
| UD     | Единогласное решение судей      |
| MD     | Решение большинства судей       |
| SD     | Раздельное решение судей        |
| RTD    | Отказ от продолжения боя        |
| DQ     | Дисквалификация                 |
| NC     | Поединок признан несостоявшимся |

| 25 поединков, 23 победы (18 нокаутом), 2 поражения. | 25 поединков, 23 победы (18 нокаутом), 2 поражения. | 25 поединков, 23 победы (18 нокаутом), 2 поражения. | 25 поединков, 23 победы (18 нокаутом), 2 поражения. | 25 поединков, 23 победы (18 нокаутом), 2 поражения.           | 25 поединков, 23 победы (18 нокаутом), 2 поражения. | 25 поединков, 23 победы (18 нокаутом), 2 поражения. |
| Бой                                                 | Рекорд                                              | Дата боя                                            | Соперник                                            | Место проведения боя                                          | Результат                                           | Примечание |
| --------------------------------------------------- | --------------------------------------------------- | --------------------------------------------------- | --------------------------------------------------- | ------------------------------------------------------------- | --------------------------------------------------- | --- |
| 25                                                  | 23-2                                                | 12 июля 2025                                        | Хамза Шираз (21-0-1)                                | Louis Armstrong Stadium, Нью-Йорк, США                        | KO 5 (12), 0:17                                     | Отборочный бой по версии WBC во 2-м среднем весе. Берланга дважды в нокдауне в 4-м раунде |
| 24                                                  | 23-1                                                | 15 марта 2025                                       | Джонатан Гонсалес-Ортис (20-0-1)                    | Caribe Royale Orlando, Орландо, Флорида, США                  | TKO 1 (10), 2:31                                    | Бой за вакантый титул по версиям WBO North American Boxing Organization. |
| 23                                                  | 22-1                                                | 14 сентября 2024                                    | Сауль Альварес (31-2-2)                             | T-Mobile Arena, Лас-Вегас, Невада, США                        | UD 12                                               | Бой за титул чемпиона мира по версиям WBC (8-я защита Альвареса), WBA Super (8-я защита Альвареса), WBO (6-я защита Альвареса) и The Ring (4-я защита Альвареса) во 2-м среднем весе. Счёт судей: 118-109, 117-110, 118-109. |
| 22                                                  | 22-0                                                | 24 февраля 2024                                     | Пэдрэйг Маккрори (18-0)                             | Caribe Royale Orlando, Орландо, Флорида, США                  | TKO 6 (12), 2:44                                    | |
| 21                                                  | 21-0                                                | 24 июня 2023                                        | Джейсон Куигли (20-2)                               | Мэдисон-сквер-гарден, Нью-Йорк, штат Нью-Йорк, США            | UD 12                                               | Счёт: 118-106, 116-108 (дважды). Защитил титул чемпиона Северной Америки по версии WBO NABO (3-я защита Берланга) во 2-м среднем весе.                                                                                       |
| 20                                                  | 20-0                                                | 11 июня 2022                                        | Роэмир Алексис Ангуло (27-2)                        | Мэдисон-сквер-гарден, Нью-Йорк, штат Нью-Йорк, США            | UD 10                                               | Счёт: 98-92, 99-91 (дважды). Защитил титул чемпиона Северной Америки по версии WBO NABO (2-я защита Берланга) во 2-м среднем весе.                                                                                           |
| 19                                                  | 19-0                                                | 19 марта 2022                                       | Стив Роллс (21-1)                                   | Мэдисон-сквер-гарден, Нью-Йорк, штат Нью-Йорк, США            | UD 10                                               | Счёт: 96-94, 97-93 (дважды). Защитил титул чемпиона Северной Америки по версии WBO NABO (1-я защита Берланга) во 2-м среднем весе.                                                                                           |
| 18                                                  | 18-0                                                | 9 октября 2021                                      | Марсело Эстебан Косерес (30-2-1)                    | Ти-Мобайл Арена, Лас-Вегас, Невада, США                       | UD 10                                               | Счёт: 96-93 (трижды). Завоевал вакантный титул чемпиона Северной Америки по версии WBO NABO во 2-м среднем весе. |
| 17                                                  | 17-0                                                | 24 апреля 2021                                      | Демонд Николсон (23-3-1)                            | Silver Spurs Arena, Киссимми, Флорида, США                    | UD 8                                                | Счёт судей: 79-68, 79-69 (дважды). |
| 16                                                  | 16-0                                                | 12 декабря 2020                                     | Улисес Сьерра (15-1-2)                              | MGM Grand, Лас-Вегас, Невада, США                             | TKO 1 (8), 2:40                                     | |
| 15                                                  | 15-0                                                | 17 октября 2020                                     | Лейнелл Беллоуз (20-5-3)                            | MGM Grand, Лас-Вегас, Невада, США                             | TKO 1 (8), 1:19                                     | |
| 14                                                  | 14-0                                                | 21 июля 2020                                        | Эрик Мун (11-2)                                     | MGM Grand, Лас-Вегас, Невада, США                             | KO 1 (8), 1:02                                      | |
| 13                                                  | 13-0                                                | 14 декабря 2019                                     | Сезар Нуньес (16-1-1)                               | Мэдисон-сквер-гарден, Манхэттен, Нью-Йорк, США                | TKO 1 (8), 2:45                                     | |
| 12                                                  | 12-0                                                | 10 августа 2019                                     | Грегори Тренель (11-4-2)                            | Liacouras Center, Филадельфия, Пенсильвания, США              | TKO 1 (8), 2:24                                     | |
| 11                                                  | 11-0                                                | 25 мая 2019                                         | Георгий Варю (7-4)                                  | Osceola Heritage Park, Киссимми, Флорида, США                 | KO 1 (8), 0:43                                      | |
| 10                                                  | 10-0                                                | 20 апреля 2019                                      | Самир Дос Сантос Барбоса (37-15-3)                  | Мэдисон-сквер-гарден, Манхэттен, Нью-Йорк, США                | TKO 1 (8), 0:46                                     | |
| 9                                                   | 9-0                                                 | 29 сентября 2018                                    | Грегори Кларк (3-2-1)                               | Kings Theatre, Бруклин, Нью-Йорк, США                         | TKO 1 (6), 2:29                                     | |
| 8                                                   | 8-0                                                 | 9 июня 2018                                         | Аарон Гарсия (16-8-1)                               | Kings Theatre, Бруклин, Нью-Йорк, США                         | TKO 1 (6), 1:24                                     | |
| 7                                                   | 7-0                                                 | 26 января 2018                                      | Хайме Барбоза (19-13)                               | SugarHouse Casino, Филадельфия, Пенсильвания, США             | TKO 1 (6), 2:42                                     | |
| 6                                                   | 6-0                                                 | 18 ноября 2017                                      | Энрике Гальегос (7-5-1)                             | Resorts World Casino, Квинс, Нью-Йорк, США                    | TKO 1 (6), 1:42                                     | |
| …                                                   |                                                     |                                                     |                                                     |                                                               |                                                     | |
| 1                                                   | 1-0                                                 | 29 апреля 2016                                      | Хорхе Педроза (дебют)                               | Isla San Marcos, Агуаскальентес, штат Агуаскальентес, Мексика | KO 1 (4), 1:02                                      | Профессиональный дебют. |
| Бой                                                 | Рекорд                                              | Дата боя                                            | Соперник                                            | Место проведения боя                                          | Результат                                           | Примечание |